# Oxford (Massachusetts)
Oxford je město v okrese Worcester County ve státě Massachusetts ve Spojených státech amerických. V roce 2010 zde žilo 13 709 obyvatel. Město bylo založeno v roce 1687.